# Moosach (Monaco di Baviera)
Moosach è uno dei distretti in cui è suddivisa la città di Monaco di Baviera, in Germania. Viene identificato col numero 10.

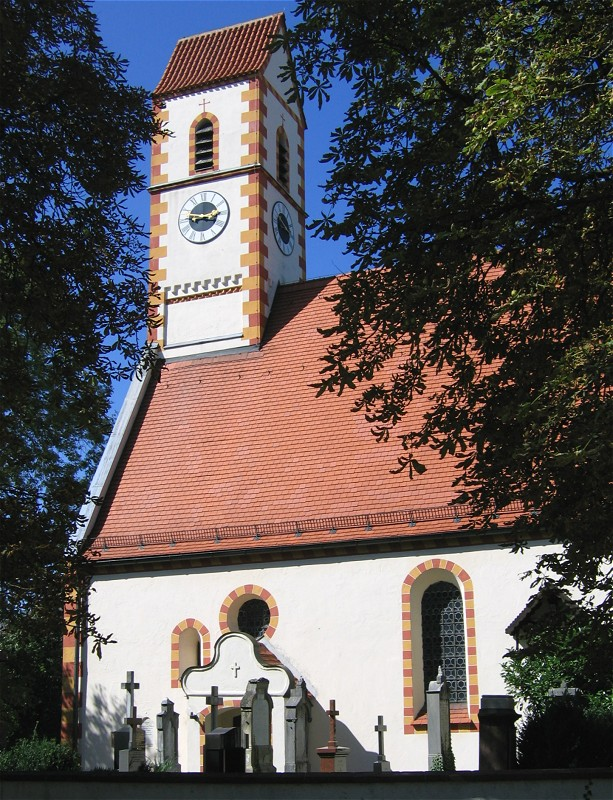
La chiesa di San Martino (XII e XIII secolo)

## Geografia fisica
Il distretto si trova a nord-ovest del centro della città.

### Suddivisione
Il distretto è suddiviso amministrativamente in 2 quartieri (Bezirksteile):
1. Alt Moosach
2. Moosach-Bahnhof